# فانيتشتشيتيدال
فانيتشتشيتيدال (بالإنجليزية: Vannichchiyatidal)‏ هي منطقة سكنية تقع في سريلانكا في المقاطعة الشمالية.